# Lactoria
Genre
Lactoria est un genre de poissons tetraodontiformes de la famille des Ostraciidae. On les appelle « poissons-vaches » en raison des deux excroissances en forme de cornes qui surmontent leur crâne. 

## Liste d'espèces
Selon World Register of Marine Species (21 avril 2014) et FishBase (21 avril 2014) :
- Lactoria cornuta (Linnaeus, 1758) - Poisson vache à longues cornes
- Lactoria diaphana (Bloch et Schneider, 1801)
- Lactoria fornasini (Bianconi, 1846) - Poisson-vache à épine dorsale
- Lactoria paschae (Rendahl, 1921)

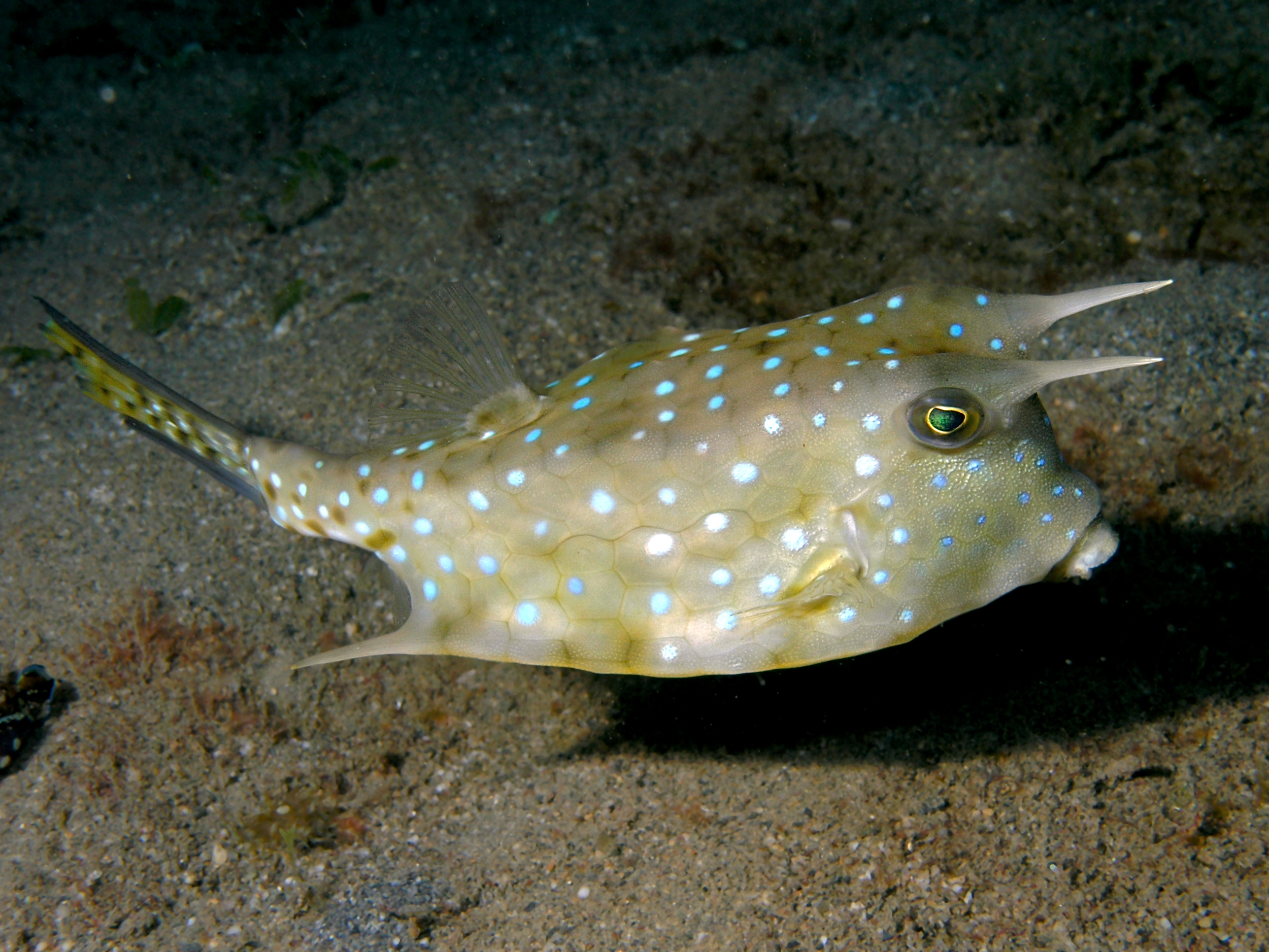
Lactoria cornuta
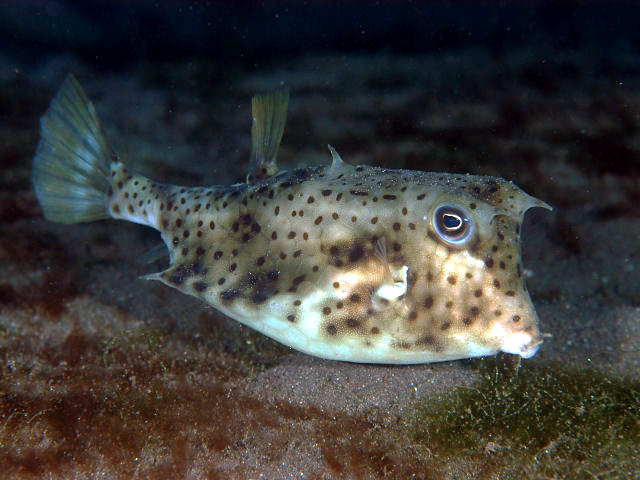
Lactoria diaphana
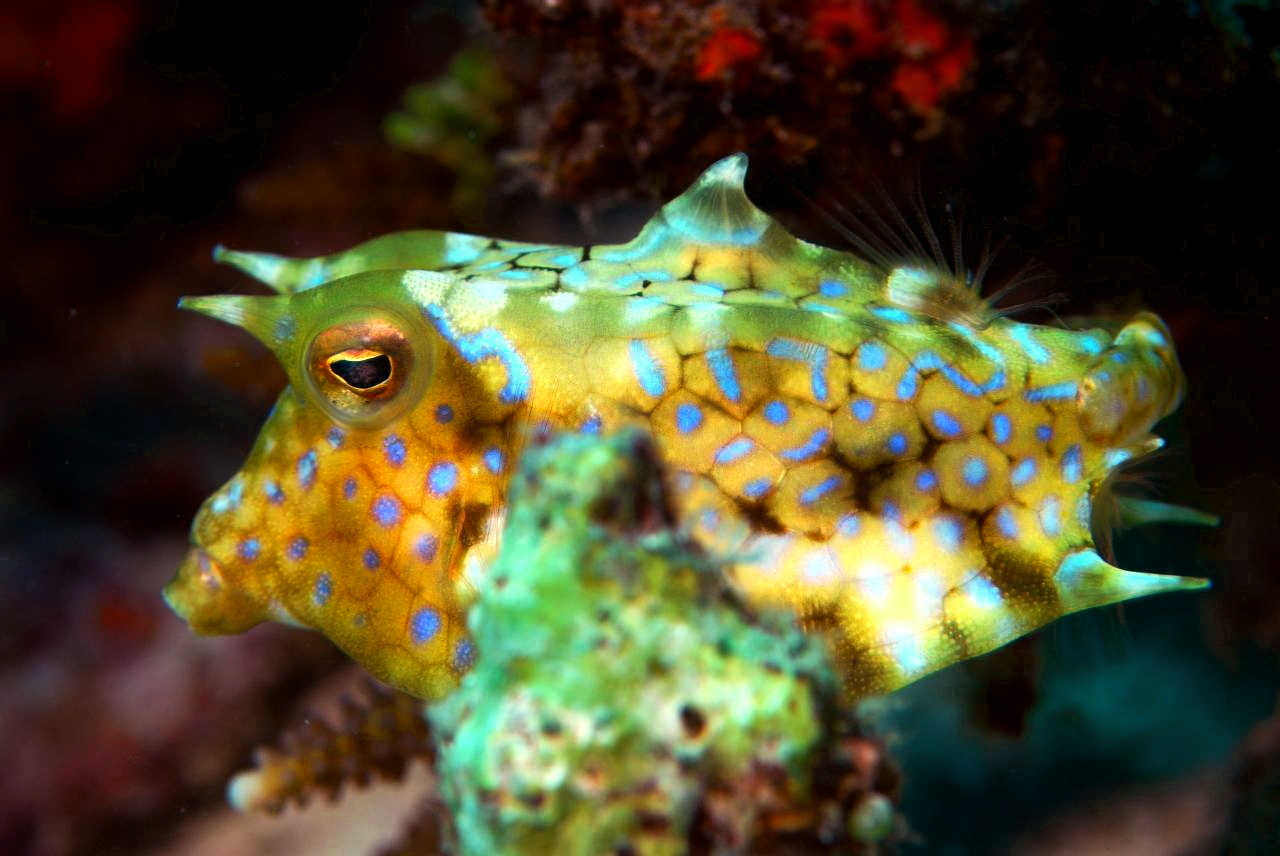
Lactoria fornasini